# دايو لاستي
دايو لاسيتي أو شيفورلية اوبترا أو DAEWOO Lacetti بالإنجليزية هي سيارة عائلية صغيرة من إنتاج شركة دايو الكورية الجنوبية بدأ إنتاجها عام 2002, وتوفر منها 3 طرازات، 5 ابواب هاتش باك، 5 استيشن واجن، 4 سيدان. صمم طرازان السيارة السيدان والاستيشن واجن بواسطة المصمم بينينفارينا، والهاتش باك بواسطة جيورجيتو جيوجيارو. السيارو كانت تباع تحت اسم دايو لاستي في بعض البلدان وتحت اسم دايو نوبيرا في أوروبا، بعد ذلك تم تسويق السيارة بواسطة شركة شيفورلية تحت اسم اوبترا ولاسيتي ونوبيرا في بلدان مختلفة.
في نوفمبر 2008, تم إطلاق الجيل الثاني تحت اسم دايو لاسيتي بريمر، السيارة تم تسويقها تحت اسم دايو لاسيتي وشيفورلية كروز بواسطة شراكة تطوير بين جي ام دايو وشيفورلية.
الاسم لاسيتي هو قادم من اللغة اللاتينيه وهو مصطلع «لاكراتوس» ومعناه شبابي، قوي، به طاقة أو نشيط.

## الجيل الأول (J200) 2002 - 2009

### الشكل والتصميم
اعتمد تطوير اللاستي على سابقتها الدايو نوبيرا، قبل شراء جنرال موتورز لشركة دايو. صمم طراز السيارة السيدان بواسطة المصمم بينينفارينا وتم طرحها في أسواق جنوب كورية في 25 نوفمبر 2002.
ظهر طراز الهاتش باك المصمم بواسطة المصمم جيورجيتو جيوجيارو، في سبتمبر 2003 ب معرض فرنكفورت للمحركات، وبدأ خط الإنتاج للهاتش باك في ديسمبر. تميز هذا الطراز بتصميم خارجي وداخلي مختلف عن السيدان.
في مارس 2004 ب معرض جينيفا للمحركات، ظهر طراز الاستيشن واجن من السيارة المصمم بواسطة المصمم بينينفارينا ويشمل التصميم مقصورة الهاتشباك الجديدة وشكل طراز السيدان من الأمام، باختلاف في الشبكة، حيث تم وضع شبكة واحدة بدلاً من 3 شبكات. يوجد بالشبكة الجديدة شريطة على شكل افقي يحمل علامة شيفورلية. أيضاً تغيرت مقابض الأبواب بمقابض تسحب للخارج. في 25 مارس اشتركت تحديثات المقابض والشبكة الامامية والمقصورة الداخلة وتم تطبيقها على طراز السيدان.

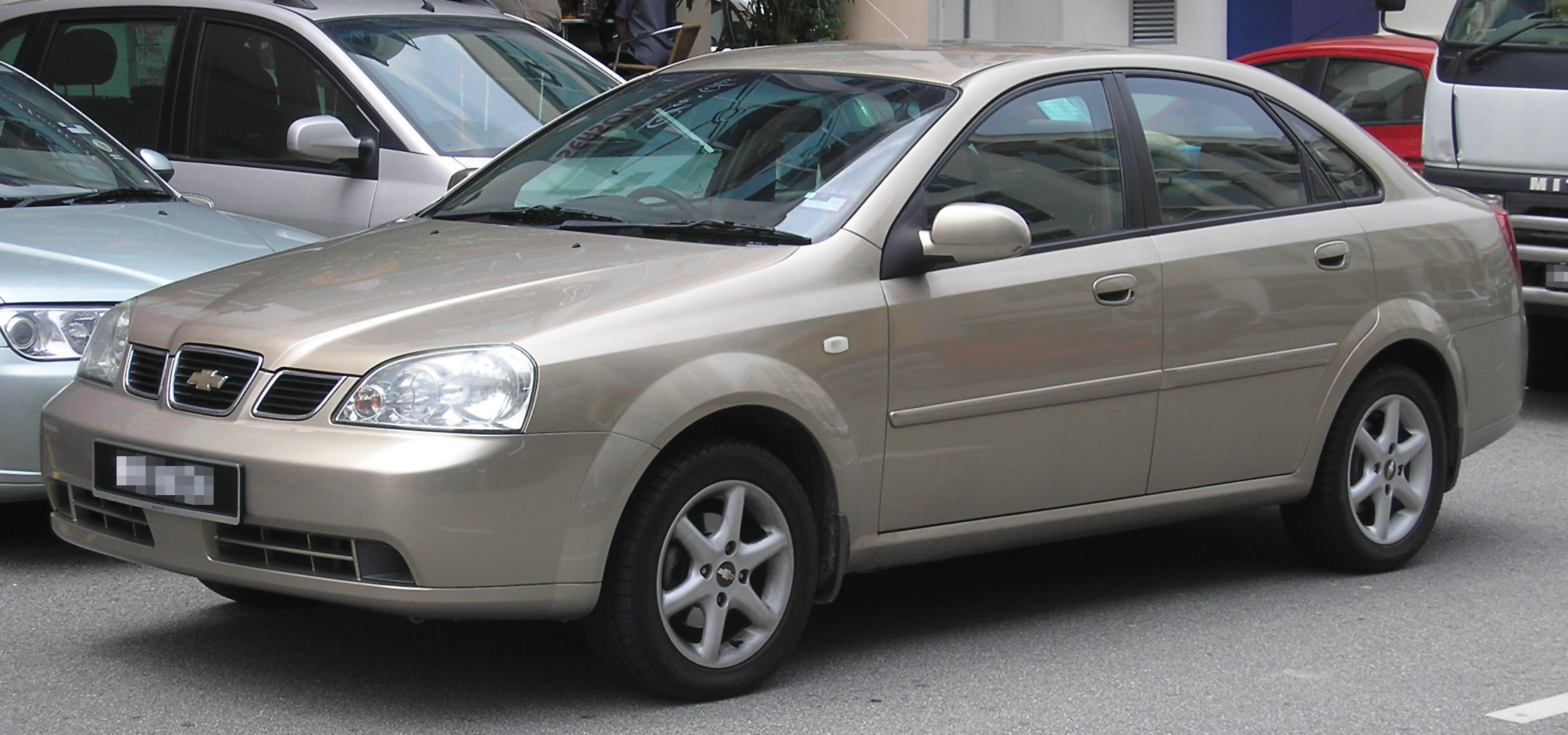
Chevrolet Optra sedan (pre-facelift, with original grille and lift-up door handles)
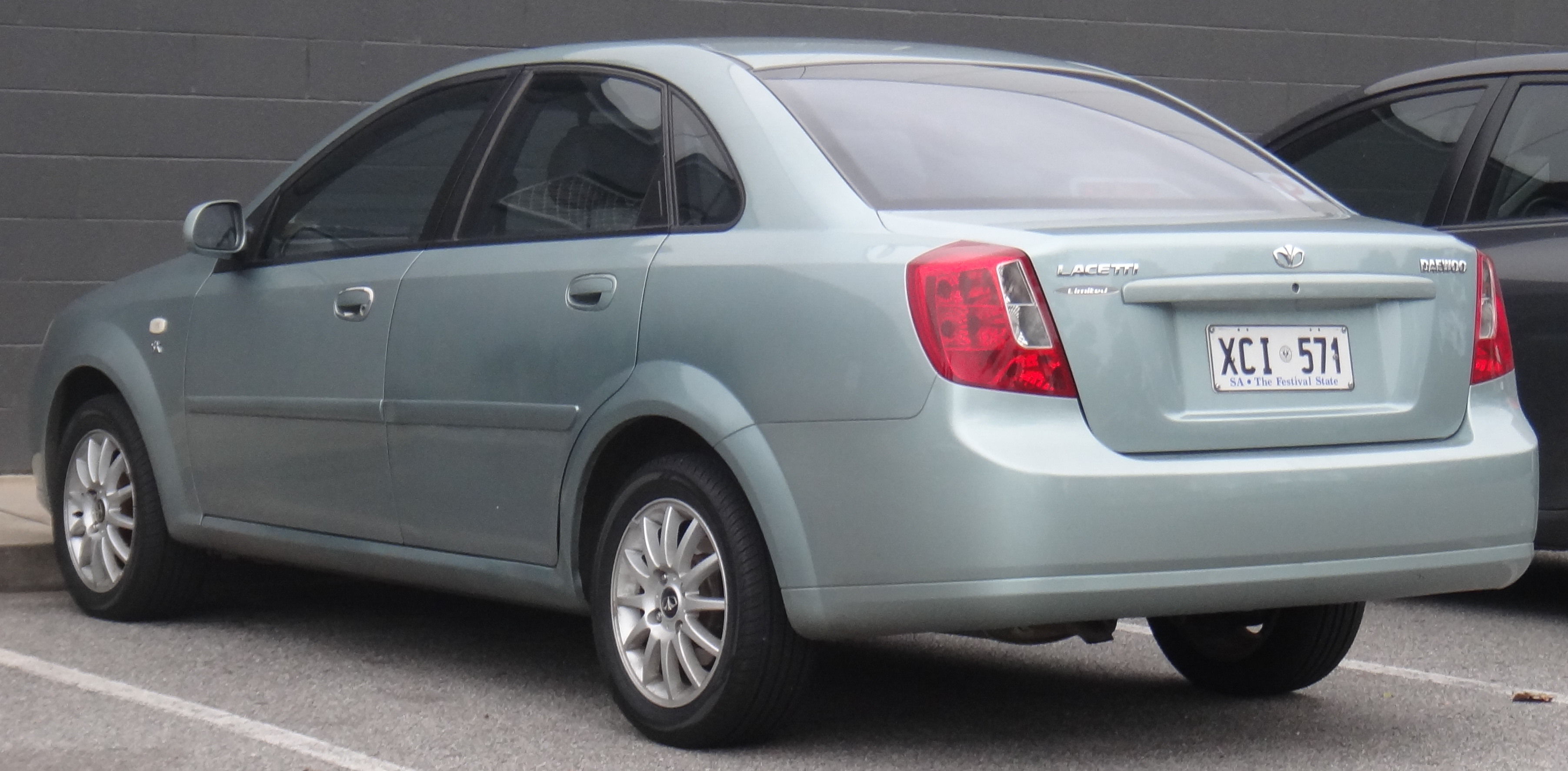
Daewoo Lacetti sedan (pre-facelift)
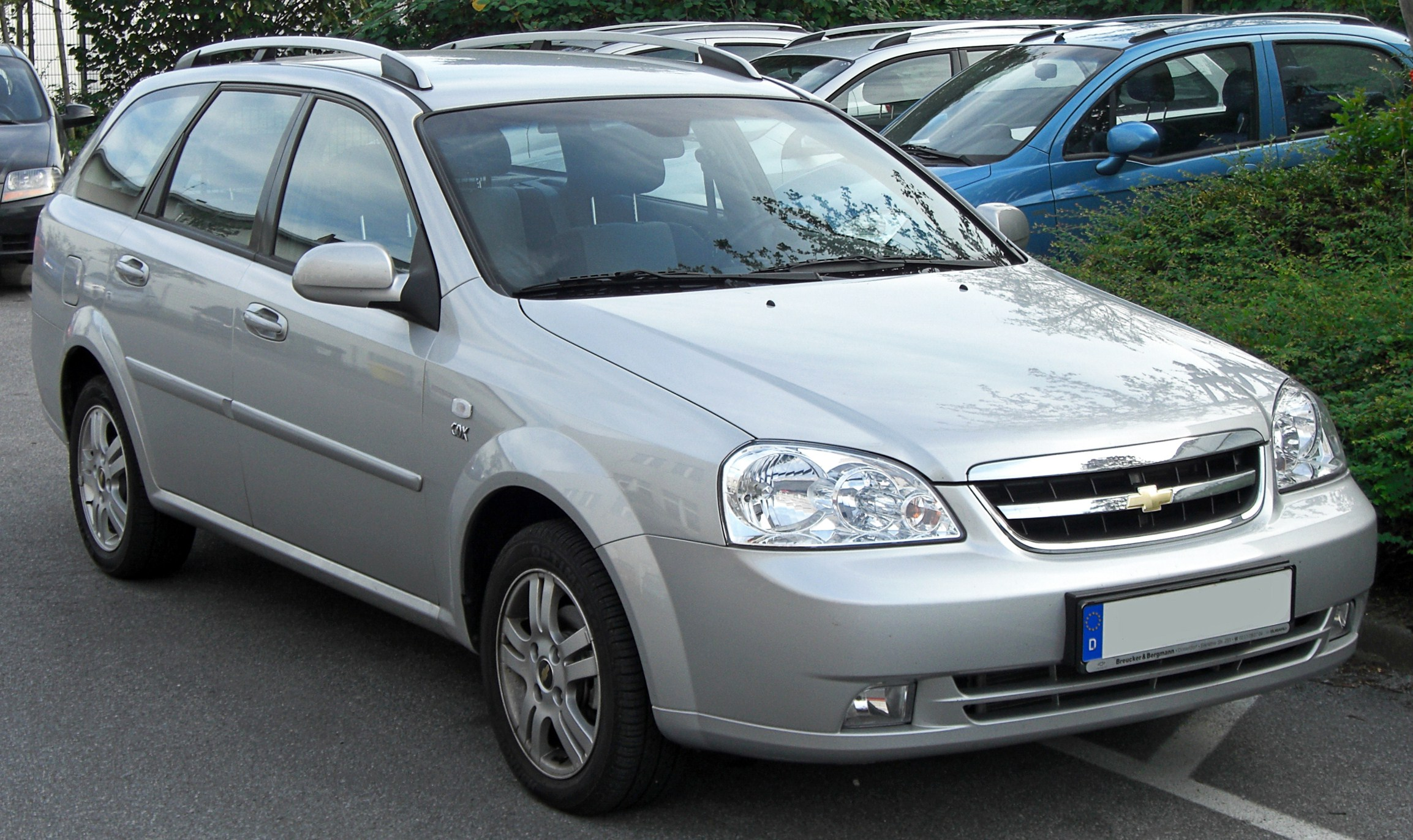
Chevrolet Nubira wagon (facelift, with updated grille and pull-out door handles)
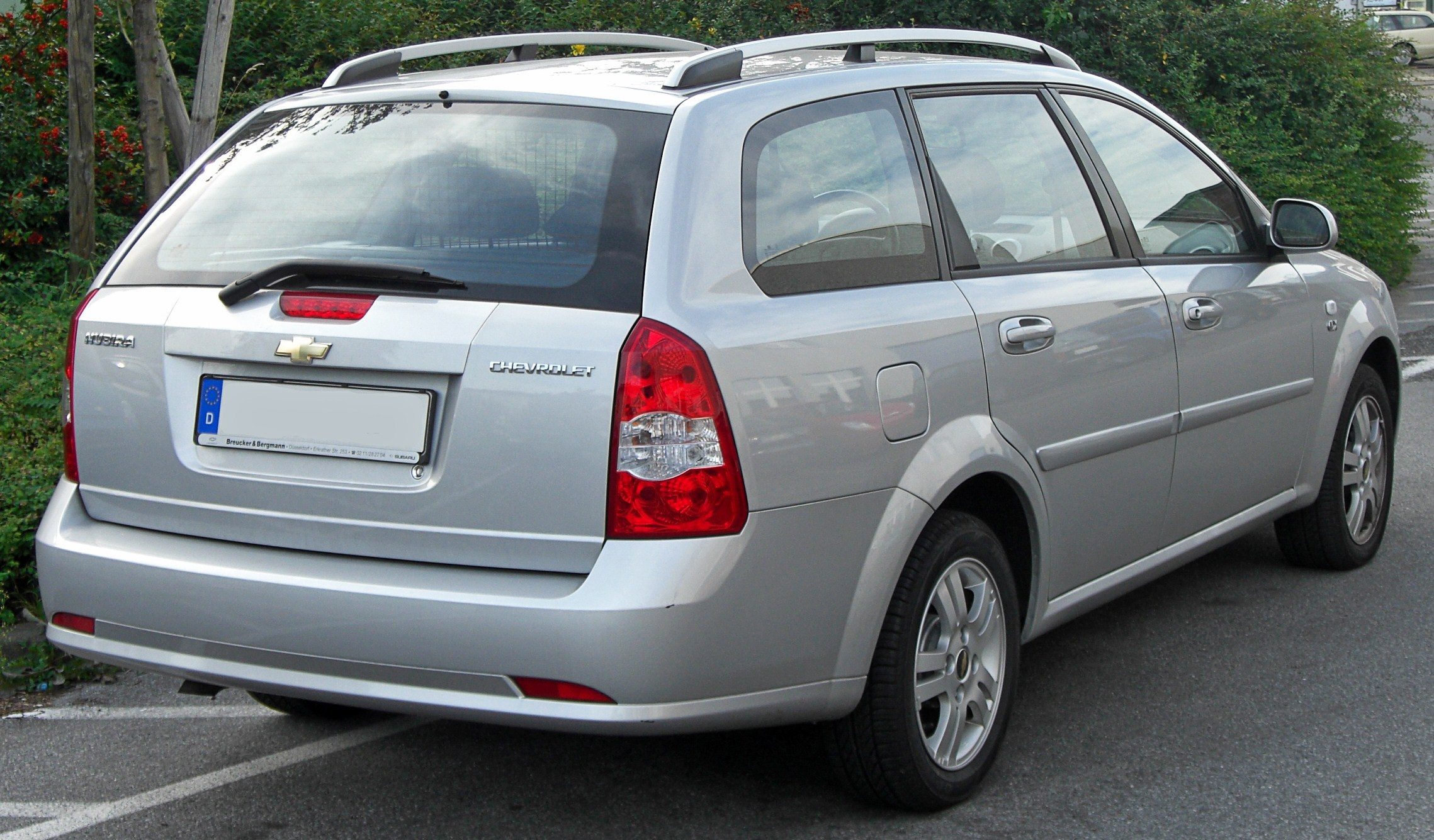
Chevrolet Nubira wagon (facelift)
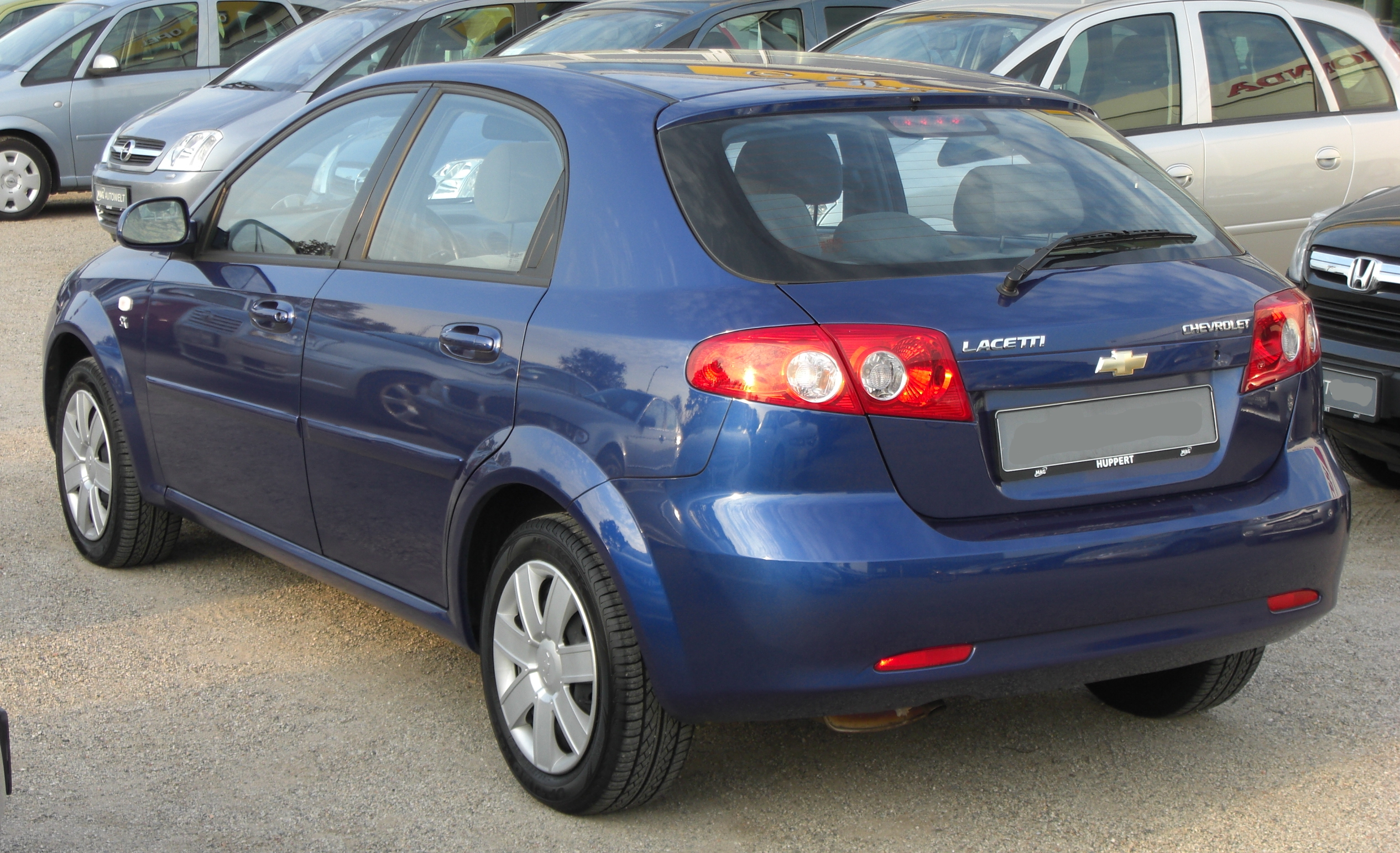
Chevrolet Lacetti hatchback (facelift)
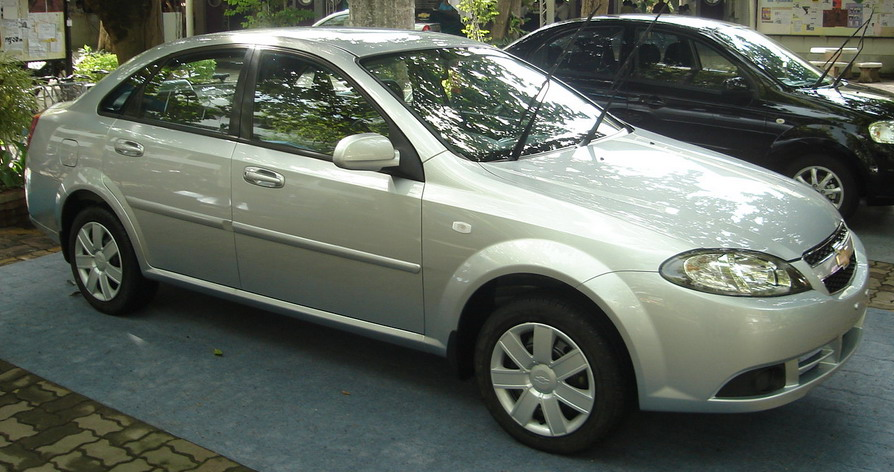
Hatchback front styling was applied to the sedan as a facelift in some markets from 2007 (Chevrolet Optra, Thailand)
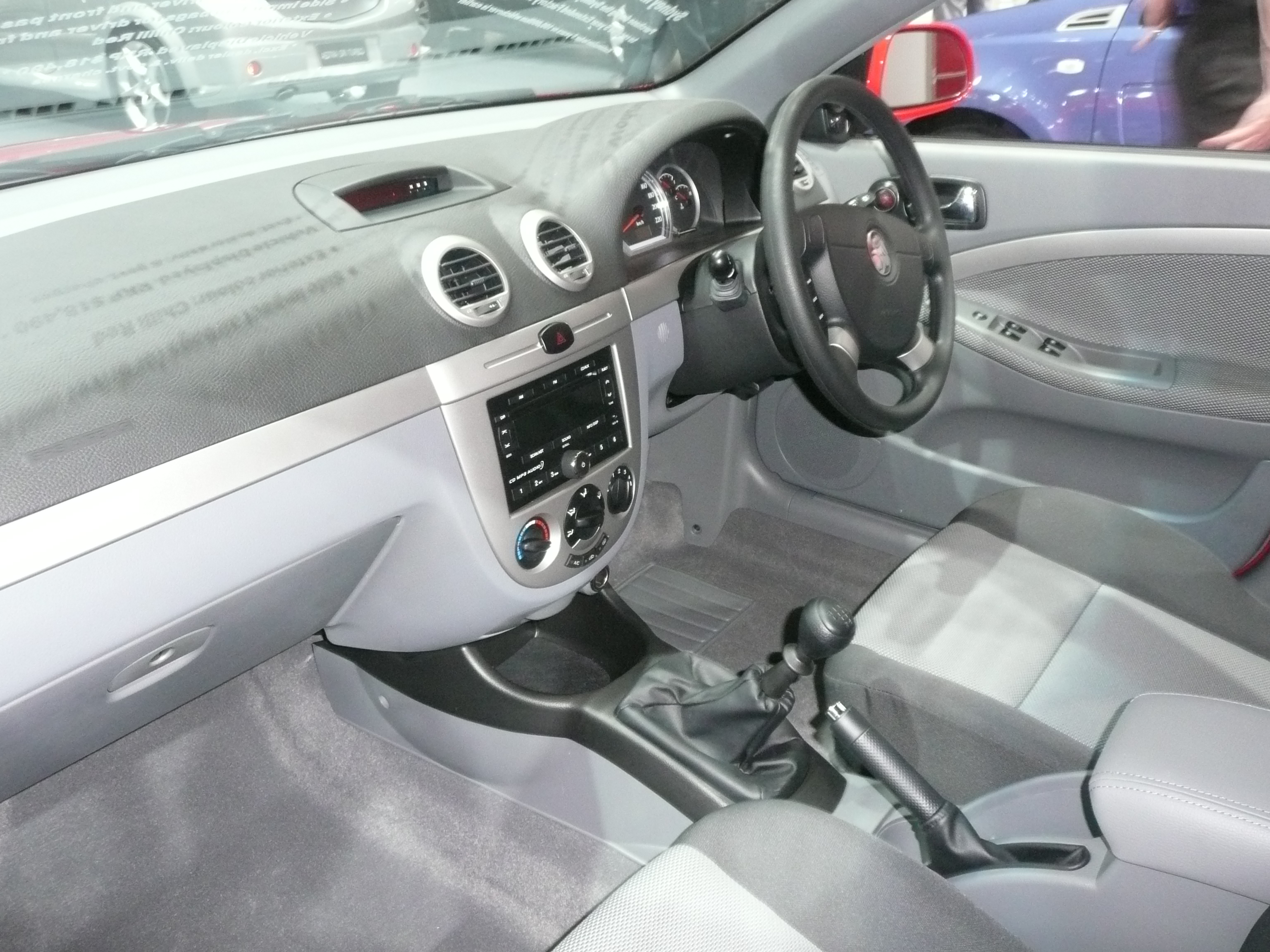
Holden Viva interior (facelift)

### المواصفات
طول السيارة 4516 مم والعرض 1725 مم والارتفاع 1445 مم وقاعدة العجلات 2601 مم، مقاس الاطارات 195/55 R15, الفرامل الامامية والخلفية ديسكات.
جميع المحركات سواء البنزين أو الديزل تعمل بنظام الحقن المباشر.

### فئات المحرك
محركات البنزين يوجد عدة فئات منها المحرك 1400 سى سى مكون من 4 سليندرات في صف واحد يولد 95 حصان عند 6200 RPM أقصى عزم 131/4400 Nm/RPM السرعة القصوى 175 كم/س التسارع من 0 إلى 100 كم/س في 11.6 ث متوسط استهلاك البنزين 7.1 L/100Km
المحرك 1500 سى سى يولد107حصان /6000 ار بى ام أقصى عزم 139/4200 Nm/RPM أقصى سرعة 183 km/h التسارع من 0 إلى 100كم/س في 11 ث معدل استهلاك البنزين 6.3 L/100Km
المحرك 1600 سى سى يولد 109 حصان عند 5800 ار بى ام أقصى عزم 150/3600 Nm/RPM
السرعة القصوى 187 km/h
التسارع من 0 إلى 100 كم/س في 10.7 ث
متوسط استهلاك البنزين 7.1 L/100Km
محرك 1800 سى سى
يولد 121 حصان عند 5800 ار بى ام
أقصى عزم 169/3600 Nm/RPM السرعة القصوى 195 km/h التسارع من 0 إلى 100 كم/س في 9.8 ث متوسط استهلاك البنزين 7.4 L/100Km
محرك 2000 سى سى يولد 120 حصان عند 5800 ار بى ام أقصى عزم 171/4000 Nm/RPM متوسط استهلاك البنزين 9.1 L/100Km
ثانيا محرك الديزل
المحرك سعته 1991 سى سى يعمل بنظام الحقن المباشر
مكون من 4سليندرات في خط واحد
يولد 121 حصان عند 3800 RPM
واقصى عزم 280 نيوتن متر عند 2000RPM السرعة القصوى (186 km/h) التسارع من 0 إلى 100 كم/س 9.8 s